# Høstopstanden
Høstoppstanden (forenklet kinesisk: 秋收起义; traditionel kinesisk: 秋收起義; pinyin: Qīushōu Qǐyì) var et kommunistisk oprør i de kinesiske provinser Hunan og Jiangxi, som brød ud den 7. september 1927. Opstandens leder, Mao Zedong, udråbte Sovjetrepublikken Hunan, men den blev ganske kortvarig.
Mao anførte en lille bondehær mod Kuomintang og godsejere i Hunan. Han angreb Pingjiang og Liuyang, men allerede den 10. september vendte lykken. Opstanden blev hurtigt slået ned af Kuomintangs militære styrker, og Mao måtte trække sig mod øst ind i naboprovinsen Jiangxi, til Jinggang-bjergene på grænsen mellem Hunan og Jiangxi, hvor han etablerede sig i sikre positioner i oktober. Han samlede en hær af minearbejdere. Det var det første væbnede kommunistiske oprør og markerede en betydelig ændring i partiets strategi. Mao og Den røde armés grundlægger, Zhu De, gik over til at udvikle en landlig strategi omkring guerillataktik. Det endte med at bane vejen for den lange march i 1934.
| Historie | Spire Denne historieartikel er en spire som bør udbygges. Du er velkommen til at hjælpe Wikipedia ved at udvide den. |